# Colegio del Verbo Divino
El Colegio del Verbo Divino es un colegio chileno, católico, privado y de pago, ubicado en Las Condes, Santiago, Chile. Fue fundado por la congregación homónima el 10 de abril de 1950, y desde entonces se convirtió en uno de los establecimientos educativos con más renombre en el país.

## Historia
La congregación del Verbo Divino había llegado a Chile en 1900 (primero a Valdivia en un intento de misión que no fructificó; tuvieron que pasar dos años antes de que, en Copiapó, los verbitas comenzaran realmente su trabajo), y para su cincuentenario en el país estos padres alemanes ya eran responsables de varios colegios dedicados a educar a la élite nacional. Primero se habían hecho cargo del Liceo Alemán de Copiapó, luego vino otro en La Serena (el Seminario Conciliar, que pasaría a manos de los barnabitas) y en 1910 el Liceo Alemán de Santiago (que en 2006 se mudó a la comuna de Colina y cambió de nombre a Colegio Verbo Divino de Chicureo); posteriormente, asumieron el colegio Germania de Puerto Varas y más tarde fundaron el Liceo Alemán del Verbo Divino de Los Ángeles.  El colegio de la avenida Presidente Errázuriz con Alcántara se convertiría en el más exitoso, del que han salido numerosos personajes de la élite económica chilena incluyendo al expresidente Sebastián Piñera.
El padre provincial José Doemkes nombró al padre Werner Fromm para que buscara un terreno que sirviera de campo deportivo para los alumnos del Liceo Alemán. Cumpliendo esta tarea, Fromm contactó a Elena Errázuriz de Sánchez, quien ofreció vender cuatro hectáreas en el barrio El Golf. A pesar de que el terreno no estaba urbanizado y tampoco había casas en los alrededores, a Doemkes le agradó la idea de instalar allí un colegio, de modo que le encargó a Fromm, su futuro fundador la construcción del nuevo establecimiento. Este se apoyó en los exalumnos del Liceo Alemán y en la Inmobiliaria Verbo Divino S.A.; 24 fueron los proyectos que se presentaron y el ganador resultó el de los arquitectos Emilio Duhart, Sergio Larraín García-Moreno, Mario Pérez de Arce y Alberto Piwonka; la obra fue encargada a la constructora Desco.
El 11 de abril de 1950 se iniciaron las clases con 160 alumnos matriculados.Los primeros uniformes del Verbo Divino «recuerdan la bicoca sobre la cabeza, el típico bolsón cruzado de suela tipo cartero y la capa de plástico especial para la lluvia que solo los más afortunados podían conseguir; más tarde se llevó el slack o uniforme de verano, inspirado en la vestimenta de los choferes de los trolleys».
Las generaciones pioneras de alumnos tuvieron que vivir una rígida disciplina: todos los días debían cantar el himno alemán completo, incluyendo las dos primeras estrofas eliminadas después de la II Guerra Mundial; no se podía correr a la sala cuando sonaba la campana al fin de cada recreo, ya que ello no era considerado algo propio de caballeros y para hace más fácil el cumplimiento de esta regla se tocaban dos campanazos: "el primero era para quedarse congelado en el lugar que estaban en ese momento y el segundo con el que se podía comenzar a caminar hacia las salas de clases". El Verbo Divino adquirió en poco tiempo una gran relevancia en el país, por lo que era usual que un ministro de Estado dirigiera la premiación de fin de año (por ejemplo, en 1964 lo hizo el entonces titular de Interior Bernardo Leighton).
El colegio le otorga mucha importancia al deporte: atletismo, basquetbol, fútbol, gimnasia deportiva, tenis y voleibol; ha ganado campeonatos en diversas disciplinas (su primera victoria de peso fue el interescolar de 1953); los Conejos han vencido en algunos torneos de fútbol de la Afutcop.
Otra parte importante del colegio es su grupo scout, fundado en 1953 por el padre Paul Oden, o más conocido como el Hermano Sebastián o simplemente “El Bruder”. 

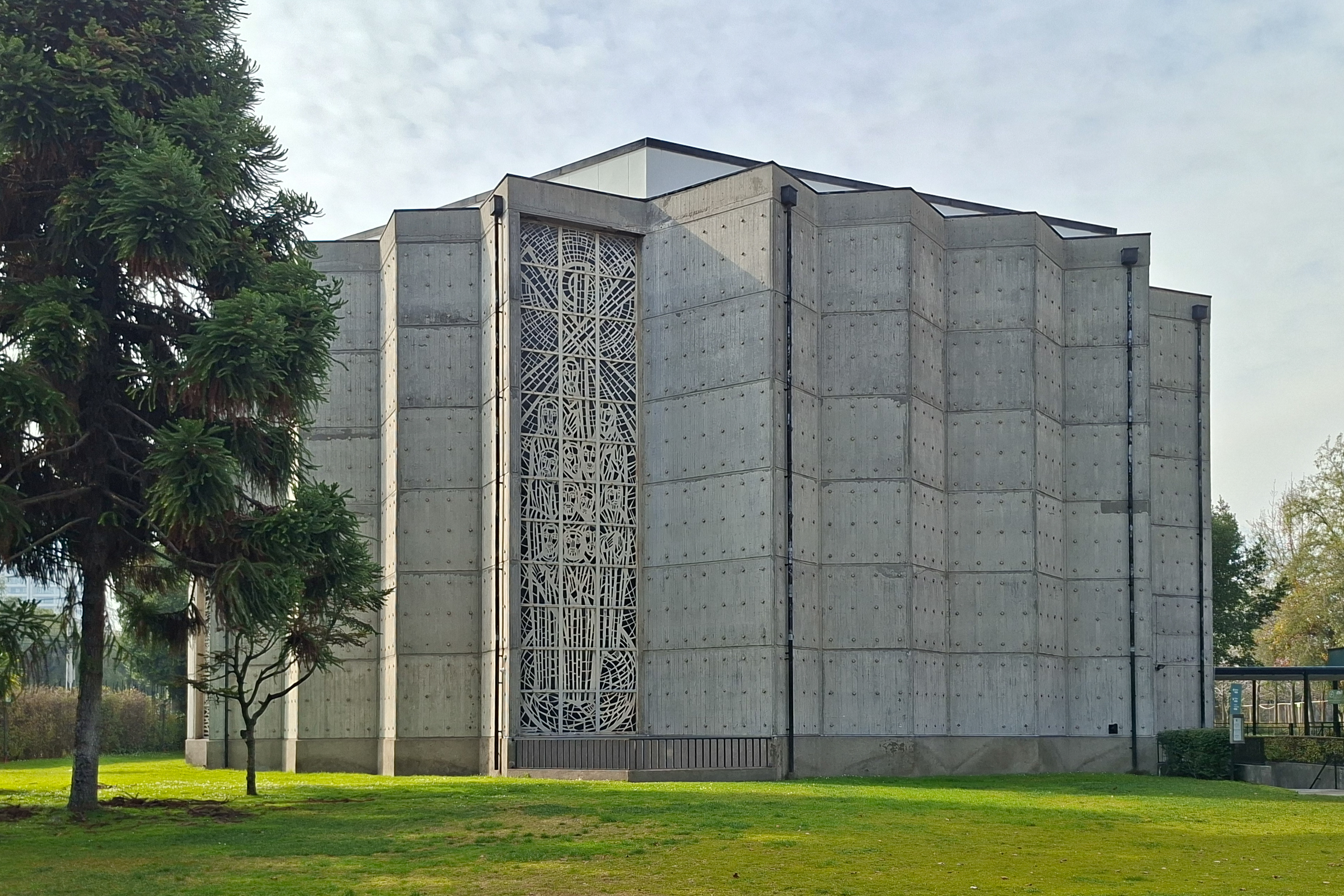
Capilla del Colegio del Verbo Divino.

En 1964 se terminó de construir la iglesia del colegio de acuerdo al proyecto de los mismos arquitectos a los que se debe la edificación de Presidente Errázuriz. El templo cuenta con seis grandes y modernos vitrales: Moisés y los diez mandamientos, La creación, Pentecostés, La Anunciación, Envío misionero de los apóstoles y la Transfiguración del Señor. El Cristo de fierro que preside el altar es obra del escultor Sergio Castillo Mandiola, exalumno del Liceo Alemán; la iglesia tiene, además, con una cripta y una sala de exposiciones.
Tres años más tarde nació en el Verbo Divino el Festival del Cantar Estudiantil, que se convirtió en el Festival Alcántara, con la participación, como invitados, de conocidos grupos y artistas, así como público de diversos colegios santiaguinos.
El Verbo Divino imparte educación en 14 niveles: Prekínder y kínder, 1º a 8º Básico y 1º a 4º Medio.

## Alumnos destacados
- Sebastián Piñera, ingeniero comercial, expresidente de la República de Chile, exsenador.
- Herman Chadwick Piñera, abogado, expresidente del Consejo Nacional de Televisión de Chile, exconcejal, exalcalde de Providencia y expresidente de Enel.
- Andrés Chadwick, abogado, exministro del interior, exdiputado, exsenador.
- Nicolás Eyzaguirre, ingeniero comercial, exministro de educación, hacienda y secretaría general de la presidencia.
- Roberto Angelini, ingeniero civil químico, empresario.
- Felipe Kast, ingeniero comercial, senador, exdiputado, exministro.
- Sebastián Keitel, senador, exdiputado, exatleta.
- Patricio Fernández, periodista, escritor, exconvencional constituyente.
- Gonzalo Winter, abogado, diputado.
- Juan Manuel Astorga, periodista.
- Francisco Reyes Morandé, actor.
- Francisco Pérez-Bannen, actor.
- Rodrigo Lira, poeta.
- Felipe Armas, actor.
- José Antonio Viera-Gallo, abogado, exdiputado, exsenador, exministro, exministro del Tribunal Constitucional de Chile.
- René Cortázar, ingeniero comercial, exministro.
- Clemente Pérez, abogado, exsubsecretario.
- Cristián Sánchez Barceló, periodista.
- Pablo Piñera, ingeniero comercial, exembajador, exsubsecretario.
- Hernán Felipe Errázuriz, abogado y exministro
- Jaime Burrows, médico pediatra y exsubsecretario de salud pública.
- Ricardo Montero Allende, subsecretario de defensa, exconvencional constituyente.